# 拉瓦河 (布雷尼察河支流)
50°15′48″N 19°06′19″E / 50.2633°N 19.1054°E

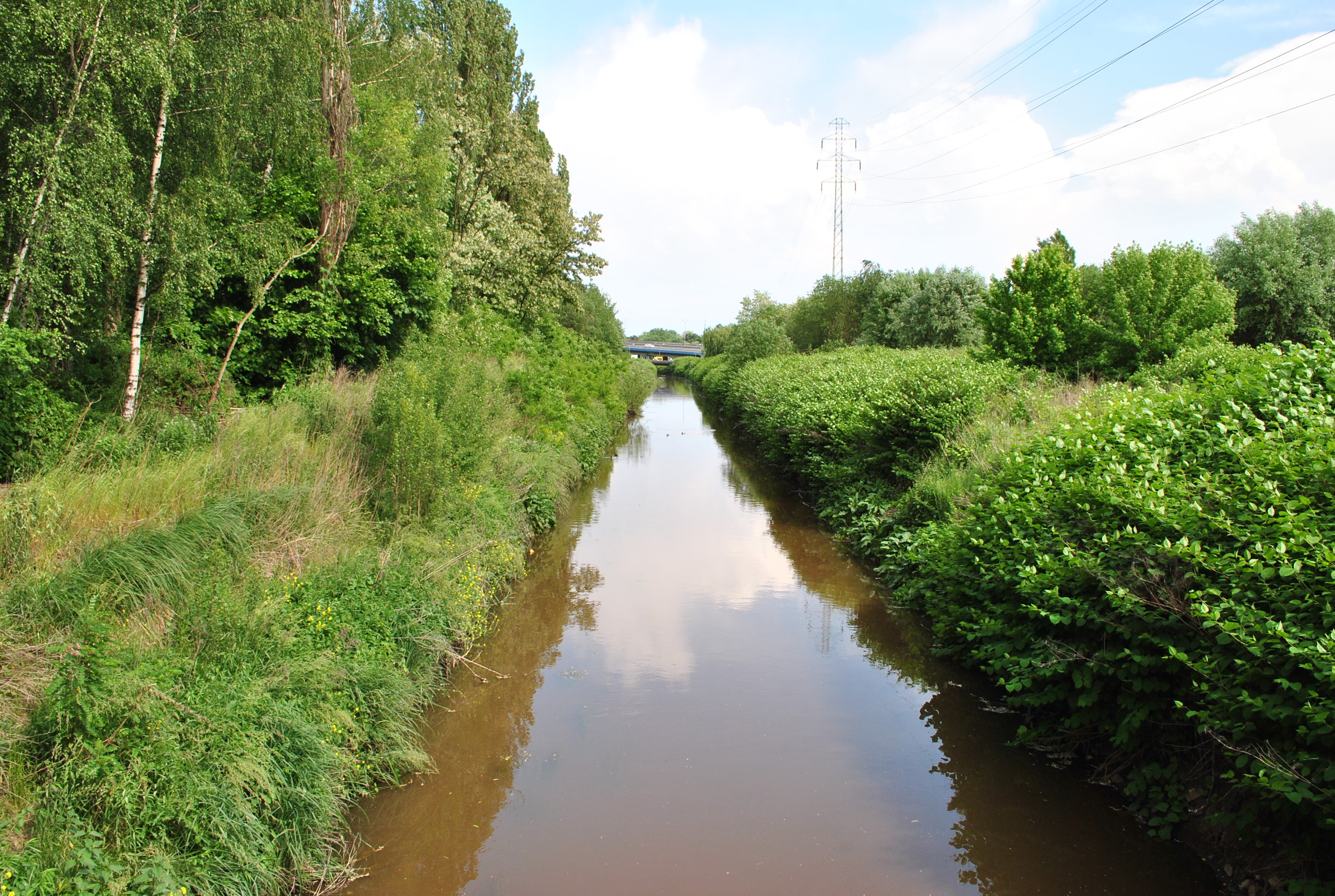

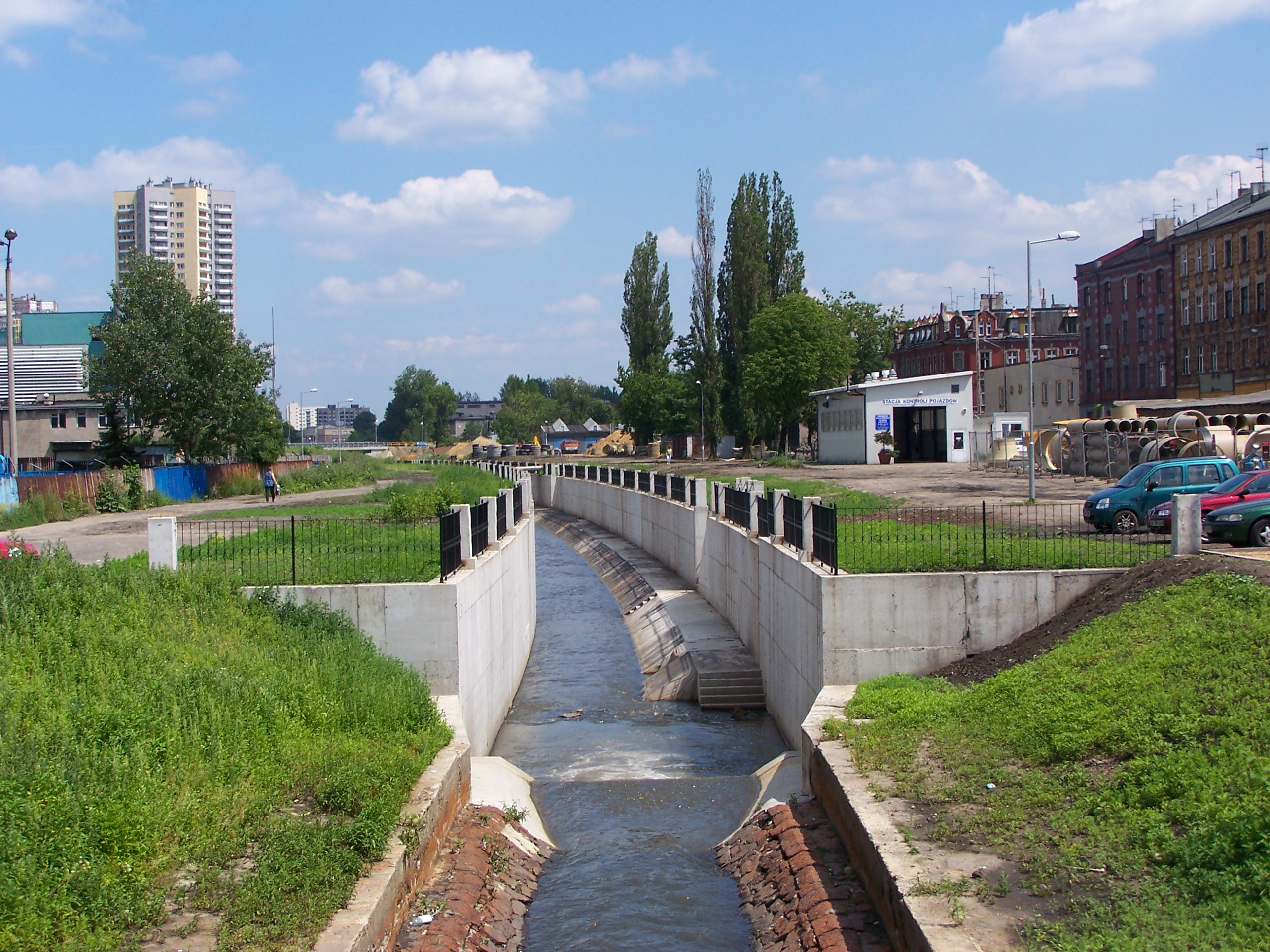

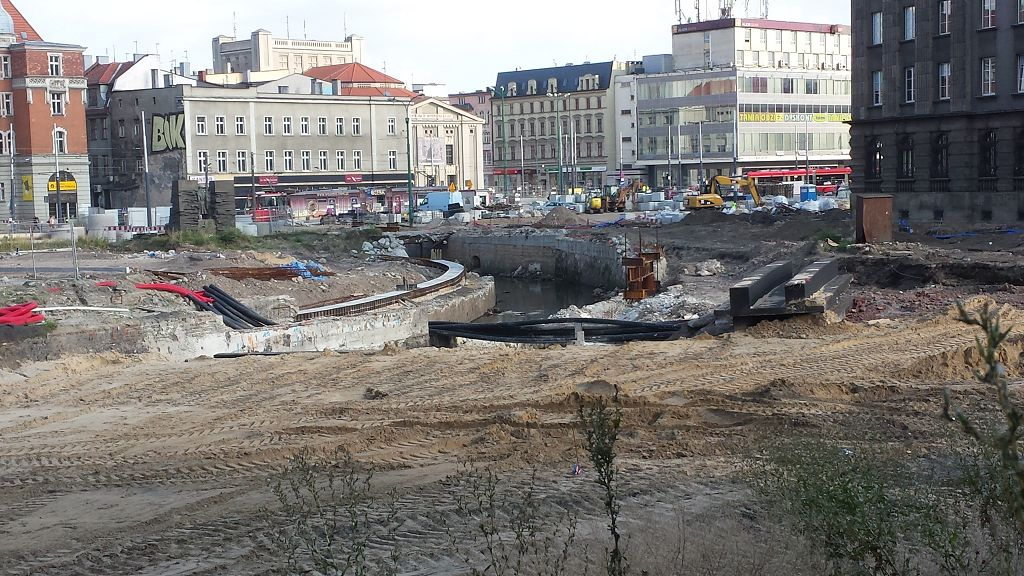

拉瓦河是波蘭的河流，位於該國南部，處於西里西亞省，屬於布雷尼察河的右支流，河道全長20公里，流域面積90平方公里，發源自魯達希隆斯卡，河口處在索斯諾維茨。